# Le Rayon invisible (film, 1936)
Pour les articles homonymes, voir Le Rayon invisible.
Pour plus de détails, voir Fiche technique et Distribution.

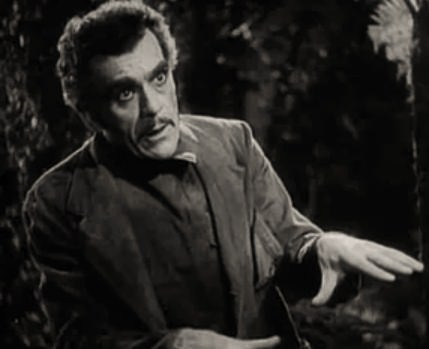
Boris Karloff

Le Rayon invisible (titre original : The Invisible Ray) est un film américain réalisé par Lambert Hillyer, sorti en 1936, avec Boris Karloff et Béla Lugosi dans les rôles principaux. 

## Synopsis
Le docteur Janos Rukh invente un télescope capable de voir la galaxie d'Andromède et recueille des rayons de lumière lui révélant le passé. Il voit ainsi une immense météorite frappant la Terre il y a des milliers d'années et persuade d'autres scientifiques de monter une expédition pour trouver cette météorite, qui s'est écrasée en Afrique. Rukh la trouve mais est exposé à de fortes radiations. Il est sauvé par le docteur Benet mais peut désormais tuer les gens par un simple contact. Le docteur Benet ramène un morceau de la météorite en Europe et s'en sert pour guérir les gens, soignant notamment la cécité. Rukh se met à briller la nuit et l'antidote délivré par Benet commence à lui faire perdre l'esprit. Rukh accuse ses collègues de lui avoir volé sa découverte et entreprend de se venger.  

## Fiche technique
- Titre : Le Rayon invisible
- Titre original : The Invisible Ray
- Réalisation : Lambert Hillyer
- Scénario : John Colton (en)
- Costumes : Louise Brymer
- Photographie : George Robinson
- Montage : Bernard W. Burton (en)
- Musique : Franz Waxman
- Producteur : Edmund Grainger
- Société de production : Universal Pictures
- Société de distribution : Universal Pictures
- Pays d'origine :  États-Unis
- Langue originale : anglais, français
- Format : Noir et blanc - 1,37:1 - Son mono - 35 mm
- Genre : Horreur, science-fiction
- Durée : 80 minutes
- Dates de sortie : 
  -  États-Unis : 20 janvier 1936
  -  France : 15 mai 1936

## Distribution
- Boris Karloff : Dr Janos Rukh
- Béla Lugosi : Dr Felix Benet
- Frances Drake : Diana Rukh
- Frank Lawton : Ronald Drake

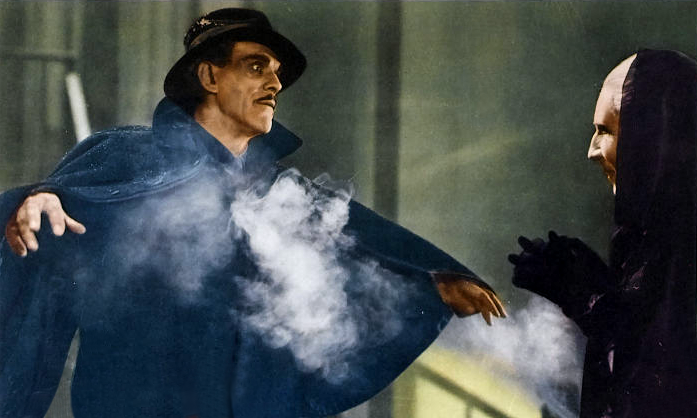
La mort du Dr Janos Rukh.

- Violet Kemble Cooper : la mère de Rukh
- Walter Kingsford : Sir Francis Stevens
- Beulah Bondi : Lady Arabella Stevens
- Frank Reicher : Prof. Meiklejohn
- Paul Weigel : M. Noyer
- Georges Renavent : le chef de la Sûreté

Acteurs non crédités
- André Cheron : un agent de la Sûreté
- Jean De Briac : un gendarme
- Dudley Dickerson : un des porteurs
- Daniel L. Haynes : le chef porteur de Rukh
- Paul McAllister : Papa LaCosta
- Etta McDaniel : la servante de Diana